# Szamoa a 2012. évi nyári olimpiai játékokon
Szamoa a nagy-britanniai Londonban megrendezett 2012. évi nyári olimpiai játékok egyik részt vevő nemzete volt. Az országot az olimpián 6 sportágban 8 sportoló képviselte, akik érmet nem szereztek.

## Atlétika
Férfi

| Versenyző        | Versenyszám | Selejtező | Selejtező | Döntő    | Döntő    |
| Versenyző        | Versenyszám | Eredmény  | Helyezés  | Eredmény | Helyezés |
| ---------------- | ----------- | --------- | --------- | -------- | -------- |
| Emanuele Fuamatu | Súlylökés   | 17,78 m   | 35.       | kiesett  | kiesett  |

## Íjászat
Női

| Versenyző               | Versenyszám | Selejtező | Selejtező | 64-es főtábla                 | 32-es főtábla     | Nyolcaddöntő      | Negyeddöntő       | Elődöntő          | Döntő             | Helyezés |
| Versenyző               | Versenyszám | Pont      | Kiemelés  | Ellenfél Eredmény             | Ellenfél Eredmény | Ellenfél Eredmény | Ellenfél Eredmény | Ellenfél Eredmény | Ellenfél Eredmény | Helyezés |
| ----------------------- | ----------- | --------- | --------- | ----------------------------- | ----------------- | ----------------- | ----------------- | ----------------- | ----------------- | -------- |
| Maureen Tuimalealiifano | Egyéni      | 520       | 63.       | I Szongdzsin (KOR) (2.) · 0-6 | kiesett           | kiesett           | kiesett           | kiesett           | kiesett           | 33.      |

## Kajak-kenu

### Síkvízi
Férfi

| Versenyző               | Versenyszám       | Előfutam | Előfutam | Előfutam | Elődöntő | Elődöntő | Elődöntő | Döntő   | Döntő    |
| Versenyző               | Versenyszám       | Idő      | Hely.    | Össz.    | Idő      | Hely.    | Össz.    | Idő     | Helyezés |
| ----------------------- | ----------------- | -------- | -------- | -------- | -------- | -------- | -------- | ------- | -------- |
| Rudolf Berking-Williams | Kenu egyes 200 m  | 51,483   | 6.       | 22.      | 54,471   | 8.       | 24.      | kiesett | kiesett  |
| Rudolf Berking-Williams | Kenu egyes 1000 m | 4:54,211 | 6.       | 17.      | kiesett  | kiesett  | kiesett  | kiesett | kiesett  |

## Súlyemelés
Férfi

| Versenyző      | Versenyszám | Szakítás | Szakítás | Lökés    | Lökés    | Összesen | Helyezés |
| Versenyző      | Versenyszám | Eredmény | Helyezés | Eredmény | Helyezés | Összesen | Helyezés |
| -------------- | ----------- | -------- | -------- | -------- | -------- | -------- | -------- |
| Toafitu Perive | 77 kg       | 122      | 11.      | 167      | 11.      | 289      | 11.      |

Női

| Versenyző   | Versenyszám | Szakítás | Szakítás | Lökés    | Lökés    | Összesen | Helyezés |
| Versenyző   | Versenyszám | Eredmény | Helyezés | Eredmény | Helyezés | Összesen | Helyezés |
| ----------- | ----------- | -------- | -------- | -------- | -------- | -------- | -------- |
| Ele Opeloge | +75 kg      | 117      | 9.       | 150      | 5.       | 267      | 6.       |

* - egy másik versenyzővel azonos eredményt ért el

## Taekwondo
Férfi

| Versenyző             | Versenyszám | Nyolcaddöntő              | Negyeddöntő       | Elődöntő          | Vigaszág elődöntő              | Bronz- mérkőzés   | Döntő             | Helyezés |
| Versenyző             | Versenyszám | Ellenfél Eredmény         | Ellenfél Eredmény | Ellenfél Eredmény | Ellenfél Eredmény              | Ellenfél Eredmény | Ellenfél Eredmény | Helyezés |
| --------------------- | ----------- | ------------------------- | ----------------- | ----------------- | ------------------------------ | ----------------- | ----------------- | -------- |
| Kaino Thomsen-Fuataga | Nehézsúly   | Anthony Obame (GAB) · 2–9 |                   |                   | Robelis Despaigne (CUB) · 2–14 | kiesett           | kiesett           | 7.       |

Női

| Versenyző        | Versenyszám | Nyolcaddöntő               | Negyeddöntő       | Elődöntő          | Vigaszág elődöntő           | Bronz- mérkőzés   | Döntő             | Helyezés |
| Versenyző        | Versenyszám | Ellenfél Eredmény          | Ellenfél Eredmény | Ellenfél Eredmény | Ellenfél Eredmény           | Ellenfél Eredmény | Ellenfél Eredmény | Helyezés |
| ---------------- | ----------- | -------------------------- | ----------------- | ----------------- | --------------------------- | ----------------- | ----------------- | -------- |
| Talitiga Crawley | Nehézsúly   | Milica Mandić (SRB) · 2–16 |                   |                   | María Espinoza (MEX) · 0–13 | kiesett           | kiesett           | 7.       |